# Tetrablemma rhinoceros
Tetrablemma rhinoceros là một loài nhện trong họ Tetrablemmidae.
Loài này thuộc chi Tetrablemma. Tetrablemma rhinoceros được Brignoli miêu tả năm 1974.